# Rivière Sheldrake (Sankt-Lorenz-Golf)
Der Rivière Sheldrake ist ein ca. 115 km langer Zufluss des Sankt-Lorenz-Golfs in der Verwaltungsregion Côte-Nord der kanadischen Provinz Québec.

## Flusslauf
Der Rivière Sheldrake hat seinen Ursprung in einem namenlosen etwa 780 m hoch gelegenen See in einem bergigen Gelände im Süden der Labrador-Halbinsel zwischen den beiden Seen Lac Manitou und Lac Magpie. Er durchfließt die regionale Grafschaftsgemeinde Minganie in südlicher Richtung. Dabei verläuft er östlich des Rivière Manitou. Der Fluss mündet schließlich am Westrand der Siedlung Sheldrake in den Sankt-Lorenz-Golf. Am Flusslauf befinden sich mehrere Stromschnellen. Der Rivière Sheldrake entwässert ein Areal von 1184 km². Der mittlere Abfluss beträgt 36 m³/s.